# Muzeum esperanta ve Svitavách
Muzeum esperanta ve Svitavách (v esperantu: Esperanto-Muzeo en Svitavy) je kulturní zařízení Českého esperantského svazu fungující od roku 2008 v Ottendorferově domě ve Svitavách.

## Poslání
Účelem muzea je přiblížit veřejnosti mezinárodní plánový jazyk esperanto, určený k rovnoprávné mezinárodní komunikaci, pro usnadnění porozumění a přátelství mezi lidmi a ochranu minoritních kultur.
Muzejní expozice mapuje vznik a historii esperantského hnutí v ČR i zahraničí a prezentuje všestranné praktické využití znalosti esperanta v současné době. Pozornost je věnována i dění okolo esperanta na Svitavsku a nechybí ani sběratelské kuriozity a unikáty.

## Umístění
Muzeum se nachází v přízemních prostorách Ottendorferova domu ve Svitavách, historické budově, postavené roku 1892 za podpory svitavského mecenáše Valentina Oswalda Ottendorfera a dříve sloužící jako knihovna. Budova je ve správě Městského muzea a galerie ve Svitavách, s nímž je Český esperantský svaz v úzké součinnosti. Český esperantský svaz má v budově od října 2011 své oficiální sídlo (nikoliv však kancelář).

## Historie
Muzeum slavnostně zahájilo dne 20. září 2008. Zahájení se zúčastnili čestní hosté, mezi nimi např. Herbert Mayer, ředitel Mezinárodního esperantského muzea ve Vídni.
Český esperantský svaz delší dobu sháněl vhodné prostory. Muzeum esperanta ve Svitavách vzniklo úsilím svitavských esperantistů, za podpory vedení města Svitavy a Městského muzea a galerie ve Svitavách. Významně přispělo Ministerstvo kultury ČR a americká nadace Esperantic Studies Foundation.
V souvislosti s umístěním muzea je zdůrazňována dostupnost města Svitavy, nacházejícího se v přirozeném středu České republiky, a kulturní tradice Ottendorferova domu. Ve městě aktivně působí Klub přátel esperanta ve Svitavách, založený v roce 1933, dobrovolnicky zajišťující provoz muzea a podílející se organizačně na pořádaných akcích. Z nedaleké Litomyšli pocházel Karel Píč, básník, esperantista, člen Akademie esperanta.
V Městském muzeu v nedaleké České Třebové existuje oddělení Historie esperantského hnutí v českých zemích, avšak pouze coby depozitář a archiv. Toto muzeum zapůjčilo pro muzeum ve Svitavách některé exponáty.
14. 1. 1923 proběhla mimořádná valná hromada deutscher Esperanto - Vereine der tschechoslowakische Republik v Saaz (Žatec) za účasti svitavských delegátů
r. 1923 15. Světového kongresu esperanta v německém Norimberku se zúčastnila svitavská esperantistka Muiller Mili
r. 1923 kurz esperanta ve Svitavách Germana E-Ligo, Distrikta Asocio Mähr-Schönberg,navštěvovalo 25 dospělých osob
r. 1924 Esperanto-Gruppe měla koncem dubna 1924 35 jednotlivých členů a 560 členů různých klubů mimo jiné i ze Svitav.
r. 1925 Koncem května r. 1925 otevřel v Lanškrouně Er. Koblischke čtyř měsíční kurz pro pokročilé a začátečníky. Na společném výletě do Anenské Studánky se členové setkali s ostatními esperantisty z České Třebové, Moravské Třebové a Svitav.
od 23. 4. 1933 začal kurz esperanta ve Svitavách vedený p. Kargerem, který navštěvovalo 15 osob.
r. 1936 Účastníkům 28. Světového kongresu ve Vídni, byla nabídnuta možnost návštěvy u svitavských esperantistů, kteří měli připraveny výlety do Litomyšle, na hrad Svojanov a Budislav. Návštěvu organizoval Karlo Karger, prezidanto de la Verdstela Frataro kaj komitatano de Germano Esp.-Ligo.

## Činnost

### Stálá expozice

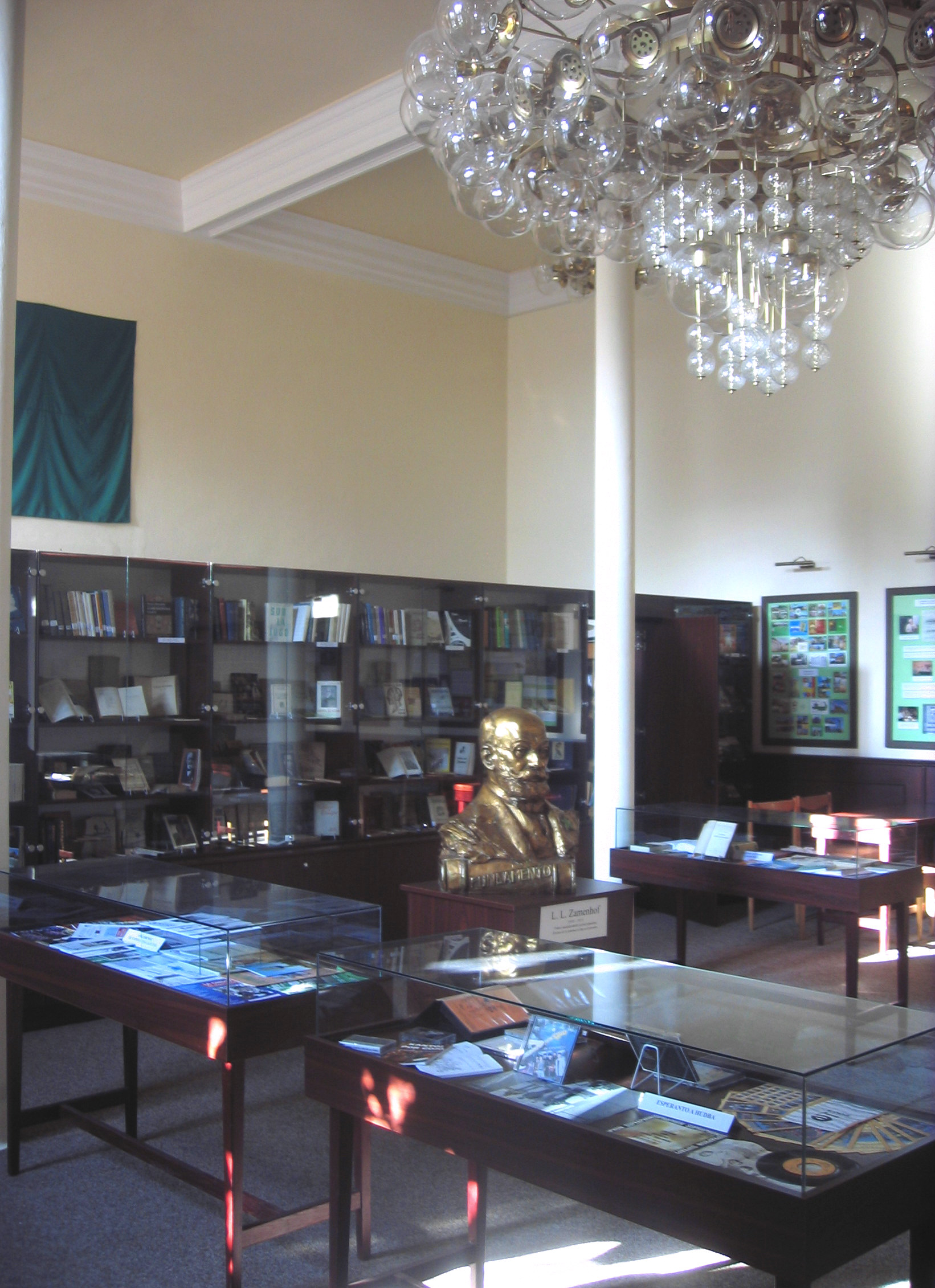
pohled na část muzejní expozice

Expozici Muzea esperanta ve Svitavách utvářejí především vzácné knihy a tiskoviny vydávané v esperantu po celém světě a dokumentace esperantského hnutí v ČR a jinde ve světě. Postupně je budována i sbírka sběratelských materiálů s esperantskou tematikou. Panely a vitríny průběžně aktualizované stálé expozice představují stručně historii a jazyk samotný, zejména současné možnosti využití esperanta v oblasti cestování, získávání osobních kontaktů, vzdělávání, kultury, sběratelství, vědy a techniky i humanitárních projektů.
Součástí expozice je také multimediální interaktivní informační panel, knihovna esperantské literatury (zahrnující v roce 2014 přes 14 tisíc katalogizovaných knihovních jednotek) a badatelské pracoviště s počítačem a databází multimediálních dokumentů.
Muzeum se též zabývá dějinami idejí mezinárodního jazyka všeobecně a jejich uskutečnění, což zahrnuje: 
- první myšlenky na zavedení mezinárodního jazyka: J. A. Komenský, G. W. Leibniz, R. Descartes
- starší projekty mezinárodního neutrálního jazyka, předcházející esperantu: volapük, solresol a další.

Nechybějí ani různé sběratelské kuriozity, jako např. sto let staré japonské časopisy psané na ručním papíře.

### Tematické výstavy

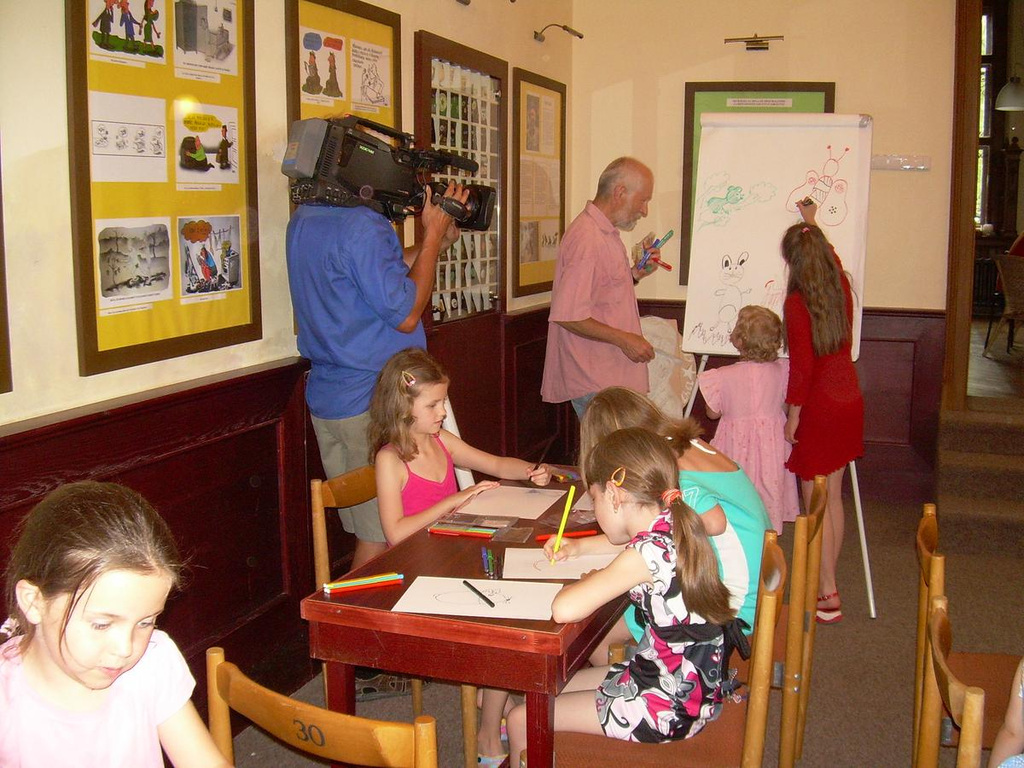
Kreslení s Pavlem Rakem v rámci vernisáže jeho výstavy kresleného humoru 12.6.2010

Kromě stálé expozice se 1-2x ročně v muzeu konají tematické výstavy:
1. 40 let Českého esperantského svazu a aktivity mládeže, u příležitosti konání Mezinárodního kongresu esperantské mládeže v České republice (květen až říjen 2009)
2. Esperanto a železnice, ke 100. výročí založení Mezinárodní federace esperantistů-železničářů, včetně mezinárodní dětské výtvarné soutěže na toto téma (říjen 2008 až červen 2010)
3. Kreslený humor Pavla Raka, známého českého kreslíře, karikaturisty a esperantisty (červen 2010 až červen 2011)
4. Duchovní tradice světa a esperanto (červen 2011 až květen 2012)
5. 125 let esperanta (červen 2012 až květen 2013)
6. Esperanto a múzy (červen 2013 až září 2014)
7. Sběratelství a esperanto (září 2014 až září 2015)
8. S esperantem kolem světa (září 2015 až září 2016)
9. Člověk proti Babylonu (červen 2017 až září 2018)
10. 10 let muzea a 100 let republiky (září 2018 až doposud)

### Další aktivity
Muzeum rovněž pořádá pro veřejnost kulturní akce (např. v rámci červnové Muzejní noci, Marcipánové Vánoce, pravidelné cestovatelské večery v součinnosti s Asociací Brontosaura Svitavy) a jazykové kurzy esperanta. Český esperantský svaz zde organizoval svoji konferenci (říjen 2009) a klubová školení, v září 2013 zde proběhly oslavy pěti let muzea a 80 let esperanta ve Svitavách. V říjnu 2011 hostilo muzeum akci Esperantská Wikimánie při příležitosti výročí 10 let od založení Esperantské Wikipedie. Konaly se zde i konference mezinárodních esperantských organizací (např. kulturní organizace OSIEK či Křesťanské ligy esperantistů – KELI).